# Cardenal cuixanegre
El cardenal cuixanegre (Pheucticus tibialis) és un ocell de la família dels cardinàlids (Cardinalidae).

## Hàbitat i distribució
Habita la selva pluvial a les muntanyes de Costa Rica i oest de Panamà.